# Elimia interveniens
Elimia interveniens är en snäckart som först beskrevs av I. Lea 1862.  Elimia interveniens ingår i släktet Elimia och familjen Pleuroceridae. IUCN kategoriserar arten globalt som nära hotad. Inga underarter finns listade i Catalogue of Life.